# Templo de fuego de Isfahán
El Templo de fuego de Isfahán (en persa: آتشگاه اصفهان‎ Âtašgâh-e Esfahân, también romanizado como Ātashgāh-e Esfahān) es un complejo arqueológico sasánido ubicado en una colina a ocho kilómetros del centro de la ciudad de Isfahán, Irán.

## Descripción

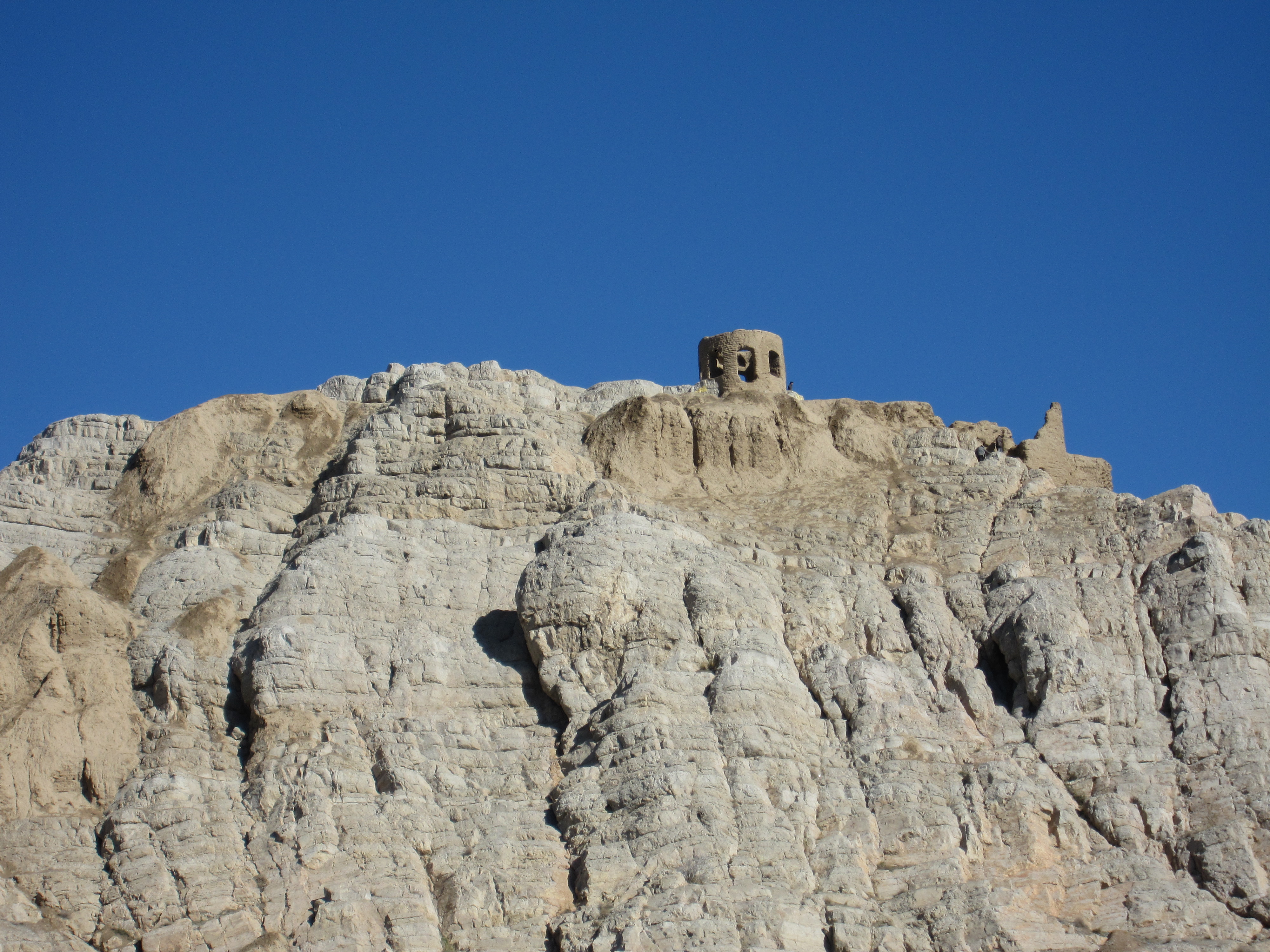
Vista de la estructura del templo de fuego en la cima de la colina.

Una parte del complejo, en el flanco sur de la colina, son los restos de una ciudadela de una veintena de edificios (o habitaciones dentro de los edificios). Varios edificios en el grupo tienen un plano de planta chartaq clásico de "cuatro arcos", característico de los templos de fuego de Zoroastro del siglo III en adelante y que son los atashgah reales que albergaban fuegos sagrados. Otros edificios incluyen lo que pueden haber sido almacenes y viviendas para sacerdotes y peregrinos adinerados. En 1937 por Andre Godard intentó identificar el propósito de las ruinas, pero no fue hasta 1960, cuando el arquitecto Maxine Siroux hizo los primeros dibujos, que el sitio pudo ser estudiado apropiadamente. Las identificaciones de Godard fueron posteriormente confirmadas por Klaus Schippman en 1971.
Otra característica del complejo son los restos de un edificio circular en forma de torre sobre la cima de la misma colina. Esta estructura, que alguna vez tuvo al menos veinte metros de altura, es conocida por la población local como Burj-i Gurban, o Burj-i Kurban, "Torre del Sacrificio", y parece haber sido una torre de vigilancia militar con una bengala que podría encenderse para advertir de un enemigo que se acerca.
Las paredes que sobreviven son de ladrillo cocido, unidas con una mezcla de arcilla y caña. En el siglo X, los habitantes ismailistas de Isfahán utilizaron los edificios para esconderse de los recaudadores de impuestos. El historiador árabe Al-Masudi visitó el sitio en esa época y registró la tradición local que creía que el sitio se convirtió de uno de adoración de ídolos a uno de fuego por el "Rey Yustasf (es decir, Vishtaspa, el patrón de Zoroastro) cuando adoptó la religión de los Magos.”

## Reseñas
Andre Godard en 1938, en uno de los volúmenes de las "obras iraníes" que se dedicó a los templos de fuego, da un relato breve pero preciso y de principios sobre el templo del fuego de Isfahán. Luego, a principios de la década de 1960, Maxime Siroux llevó a cabo estudios detallados de este templo del fuego. Fue la primera vez que alguien intentó hacer planos arquitectónicos precisos del templo. Poco después, Klaus Shipmann estudió de cerca el templo y publicó su informe en un libro sobre los edificios de fuego iraníes.
Alireza Jafari Zand publicó su colección de informes y estudios sobre "Isfahán antes del Islam" en forma de libro del mismo nombre en 2002. En este libro, se enfatiza el uso religioso del templo y, en base a los resultados de años de experimentos con carbono 14, este templo de fuego se considera un templo elamita que luego se convierte en un templo mehri.

## Ubicación
El templo de fuego de Isfahán está ubicado en el oeste de Isfahán, a 8 km del centro de la ciudad, en la calle Atashgah. Este edificio está ubicado en una montaña cerca del río Zayandeh.

## Situación actual

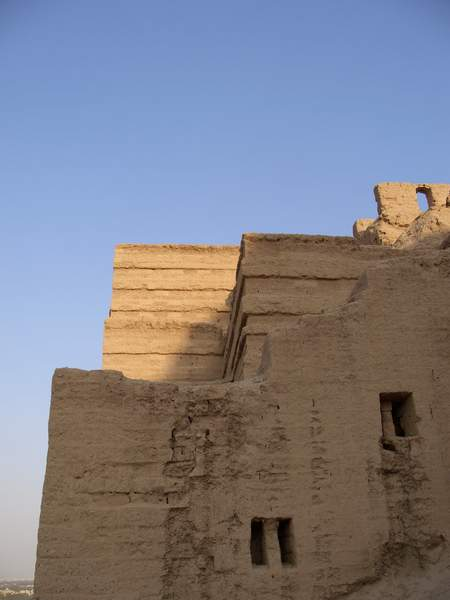
Una vista del lado norte

Hoy en día, no se presta atención al mantenimiento de este complejo. Dentro de diferentes partes del templo, pueden verse muchos agujeros que han sido excavados por buscadores de tesoros. No existe un camino pavimentado adecuado, los visitantes tienen que elegir su propio camino para subir por la estructura arcillosa de la colina, lo que aumenta la velocidad de destrucción por parte de los visitantes, especialmente en días lluviosos.

## Publicaciones sobre la estructura
En 2002, el arqueólogo Alireza Jafari Zand publicó un informe sobre el Isfahán preislámico en el que destaca el papel religioso del complejo y, con referencia a la datación por radiocarbono, sugiere que la construcción era elamita (anterior al siglo VI). Una tesis doctoral sugiere una "similitud" entre la torre y un edificio en Qom conocido como el templo del fuego de Chahak; la similitud es que el edificio de Qom tiene una estructura cilíndrica en la parte superior, mientras que la torre de Isfahán se basa en un plano circular.

## Galería

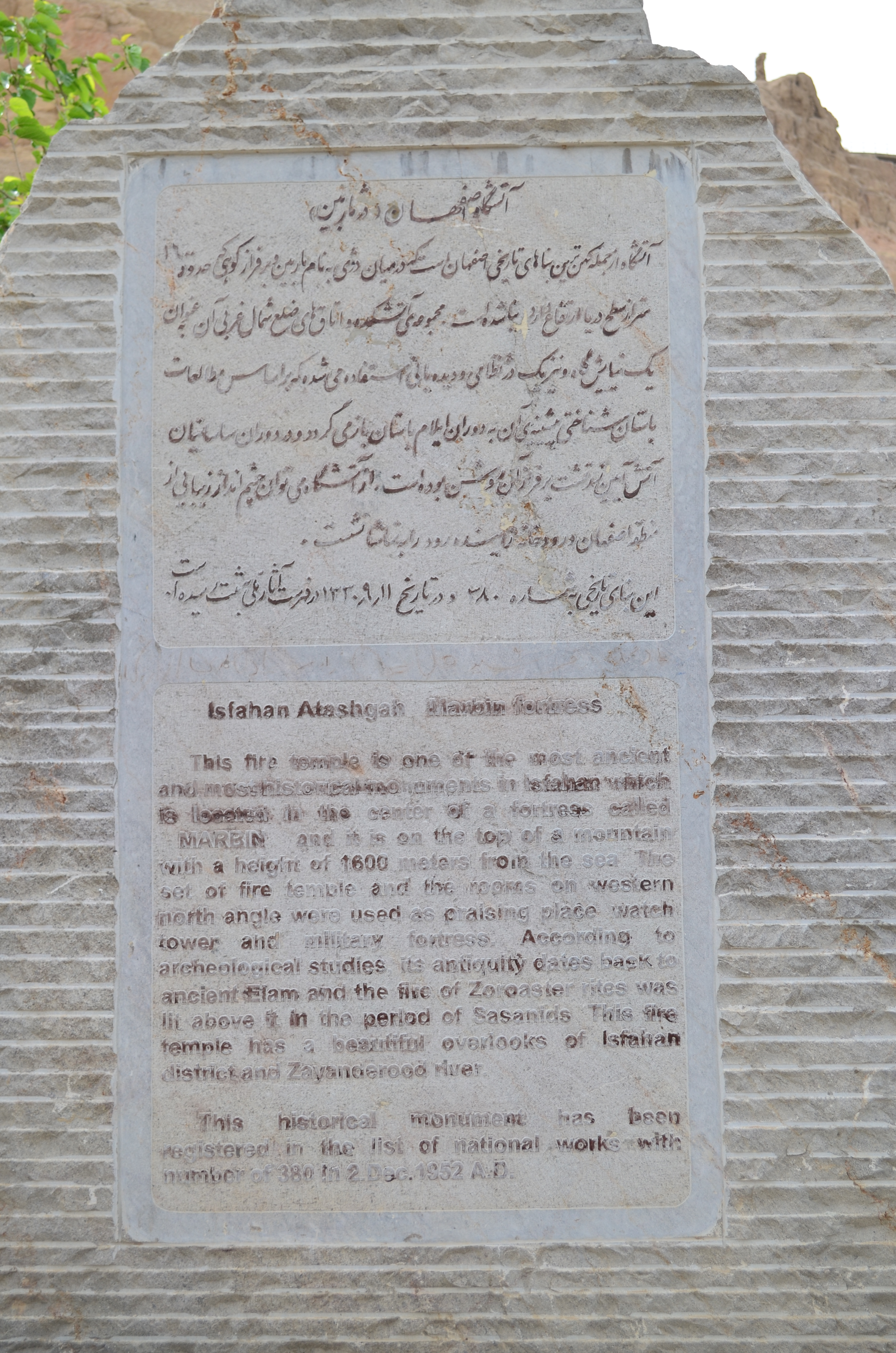
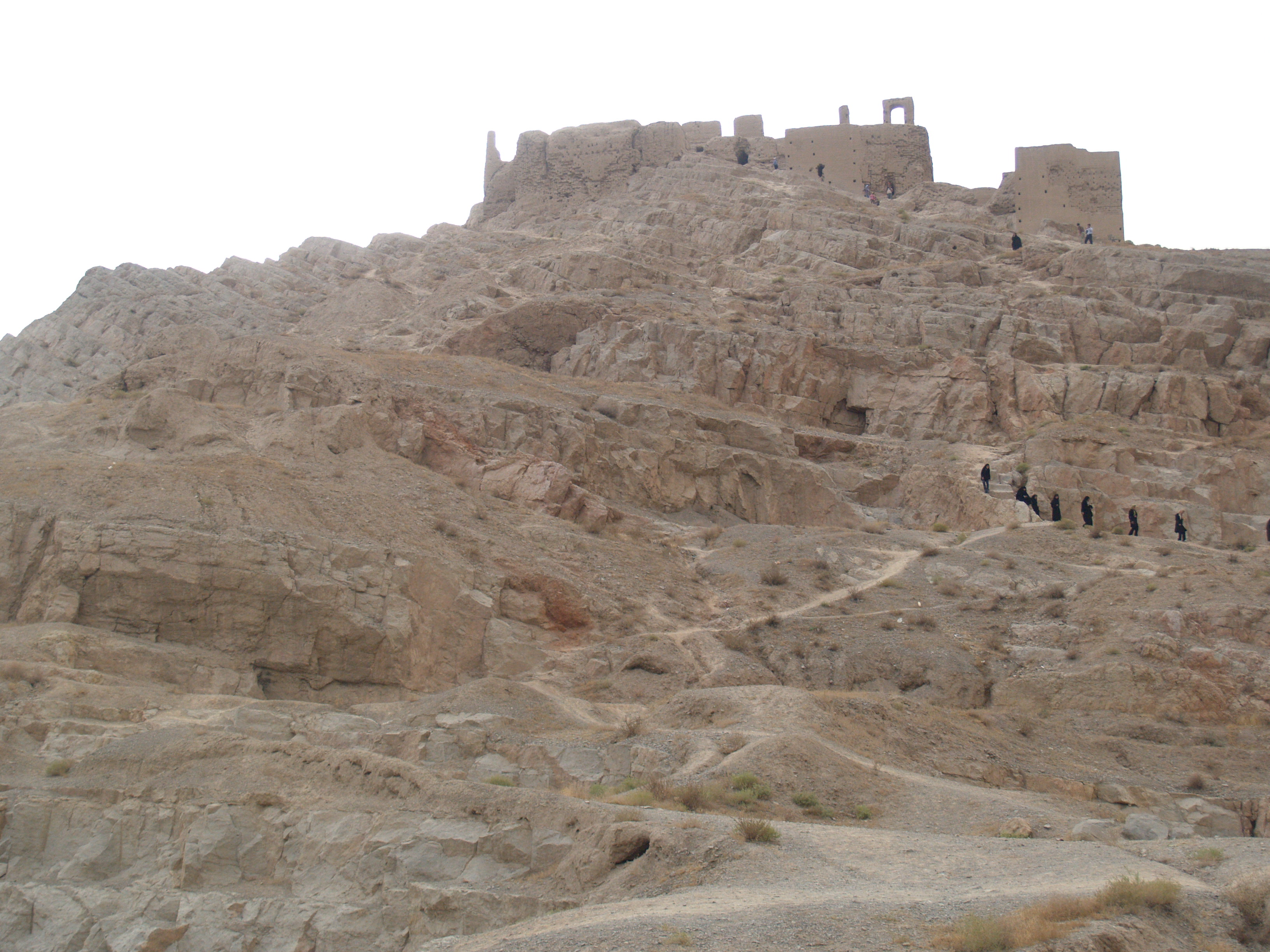
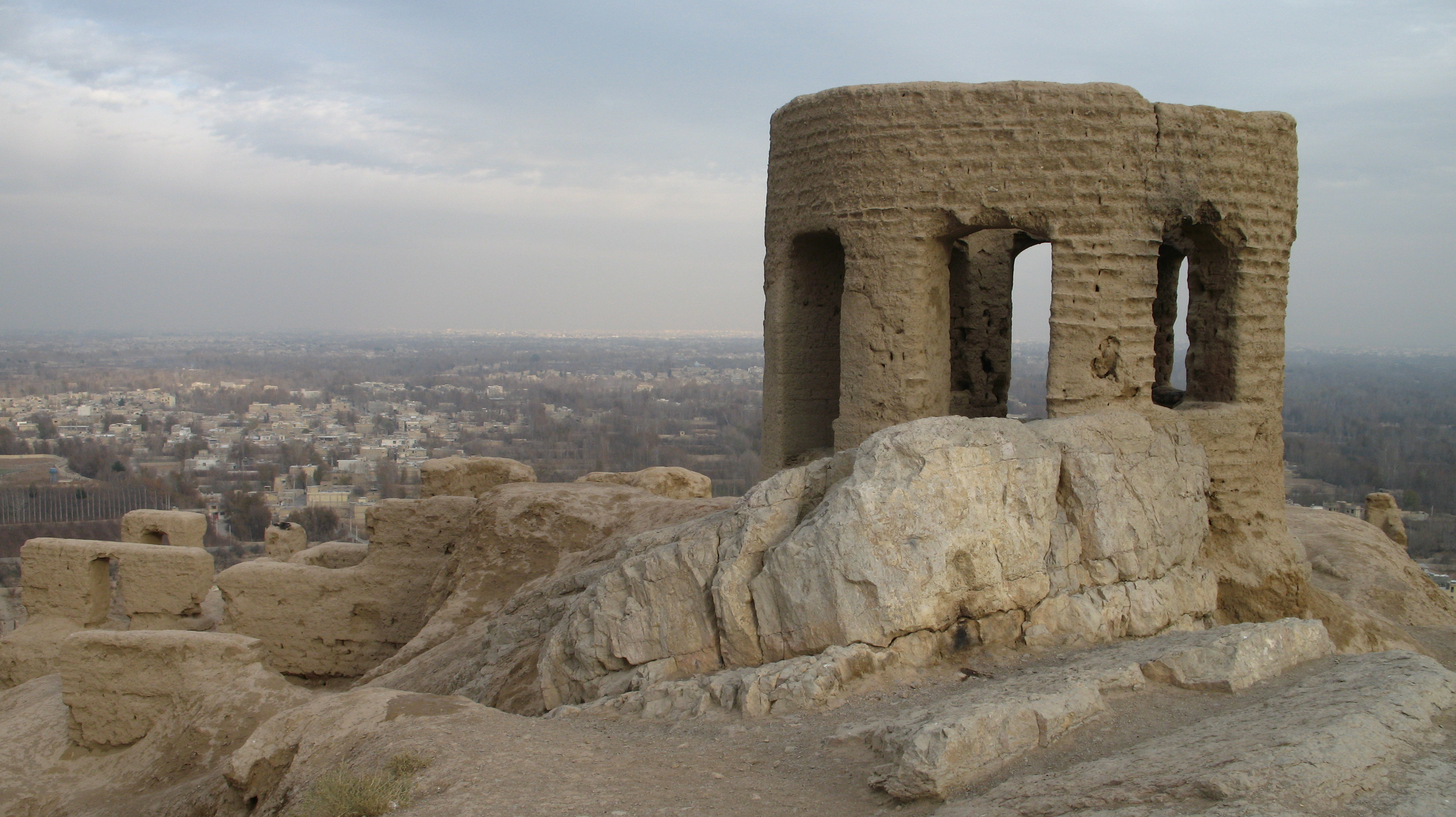
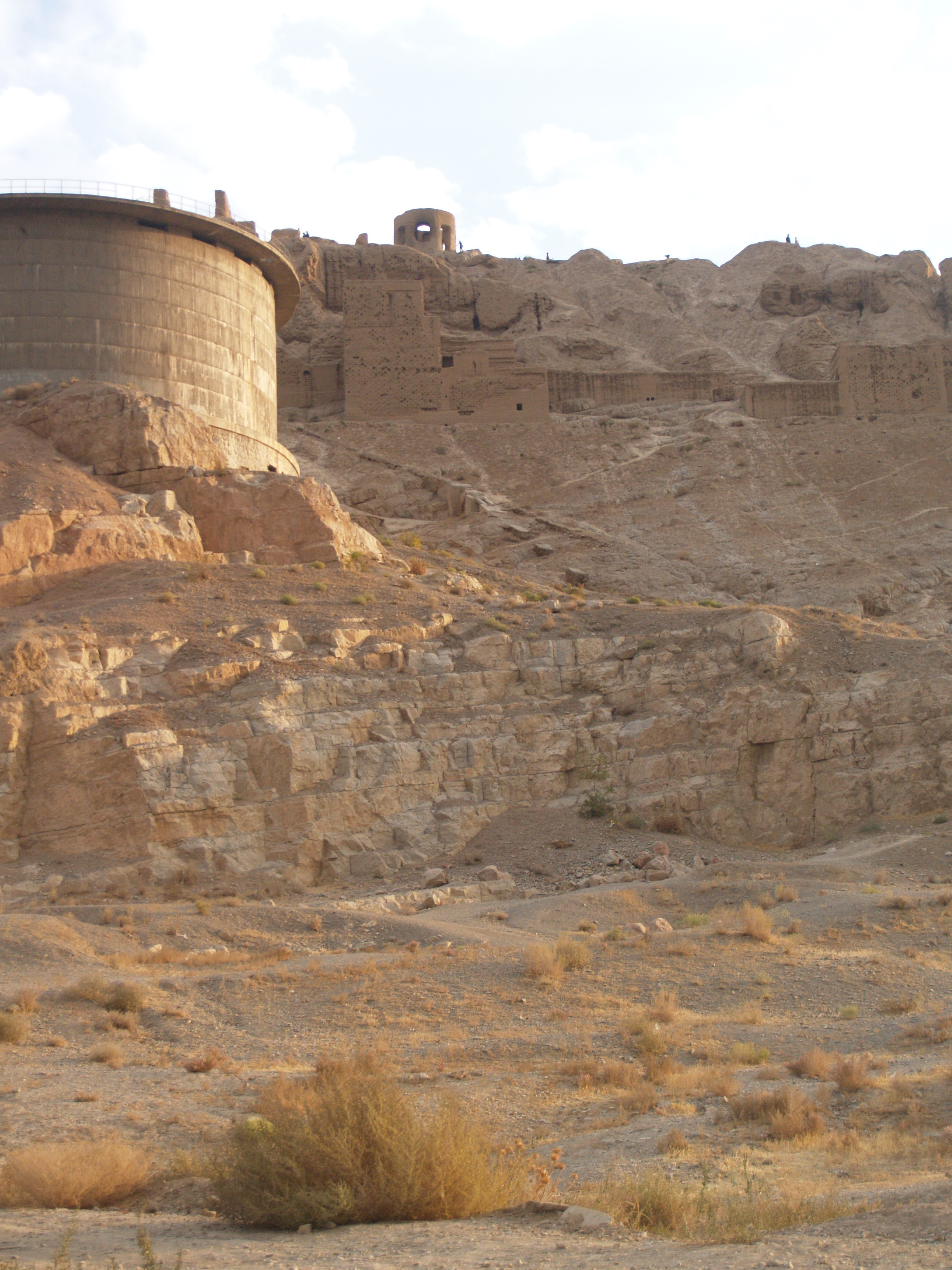
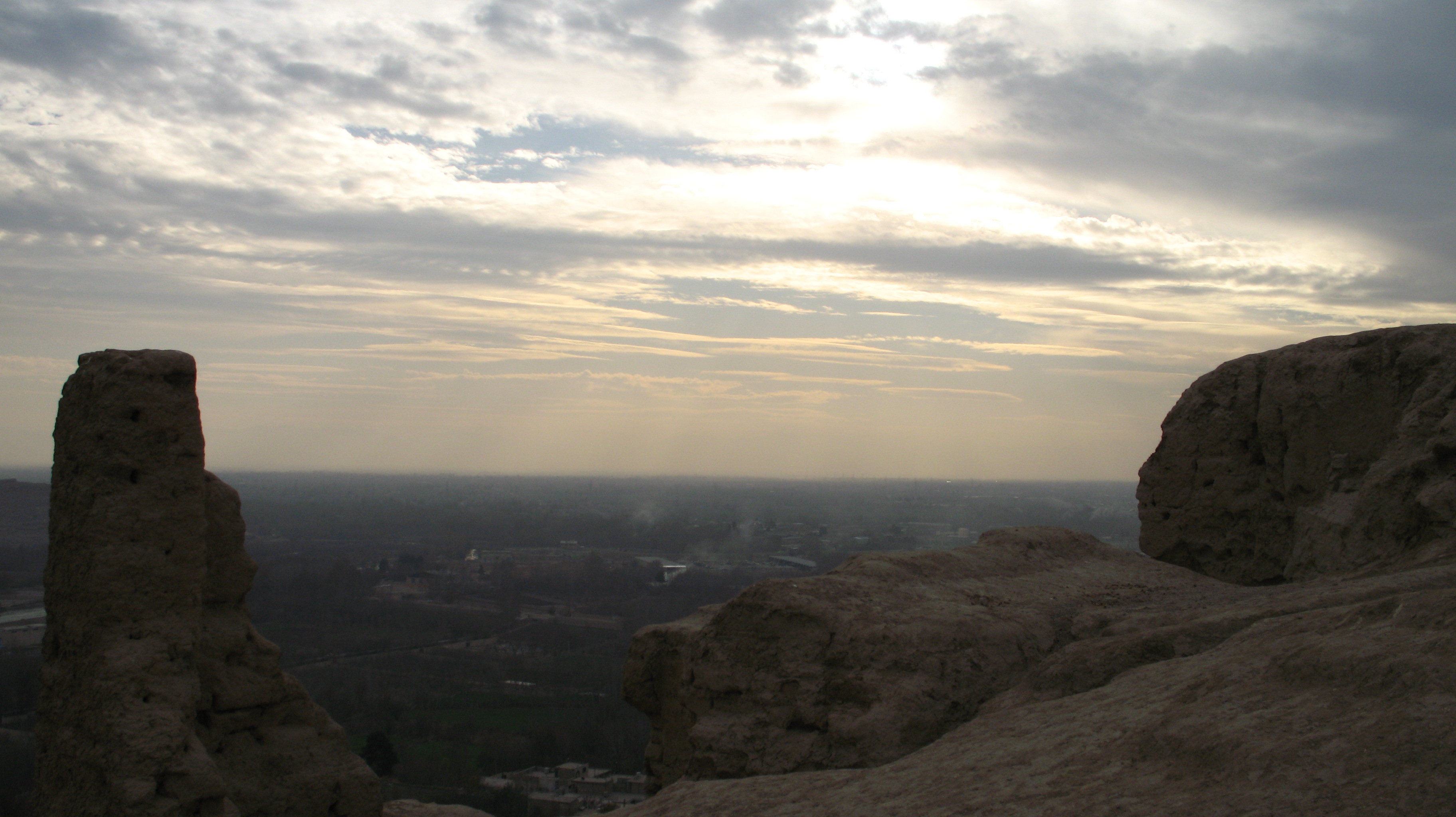
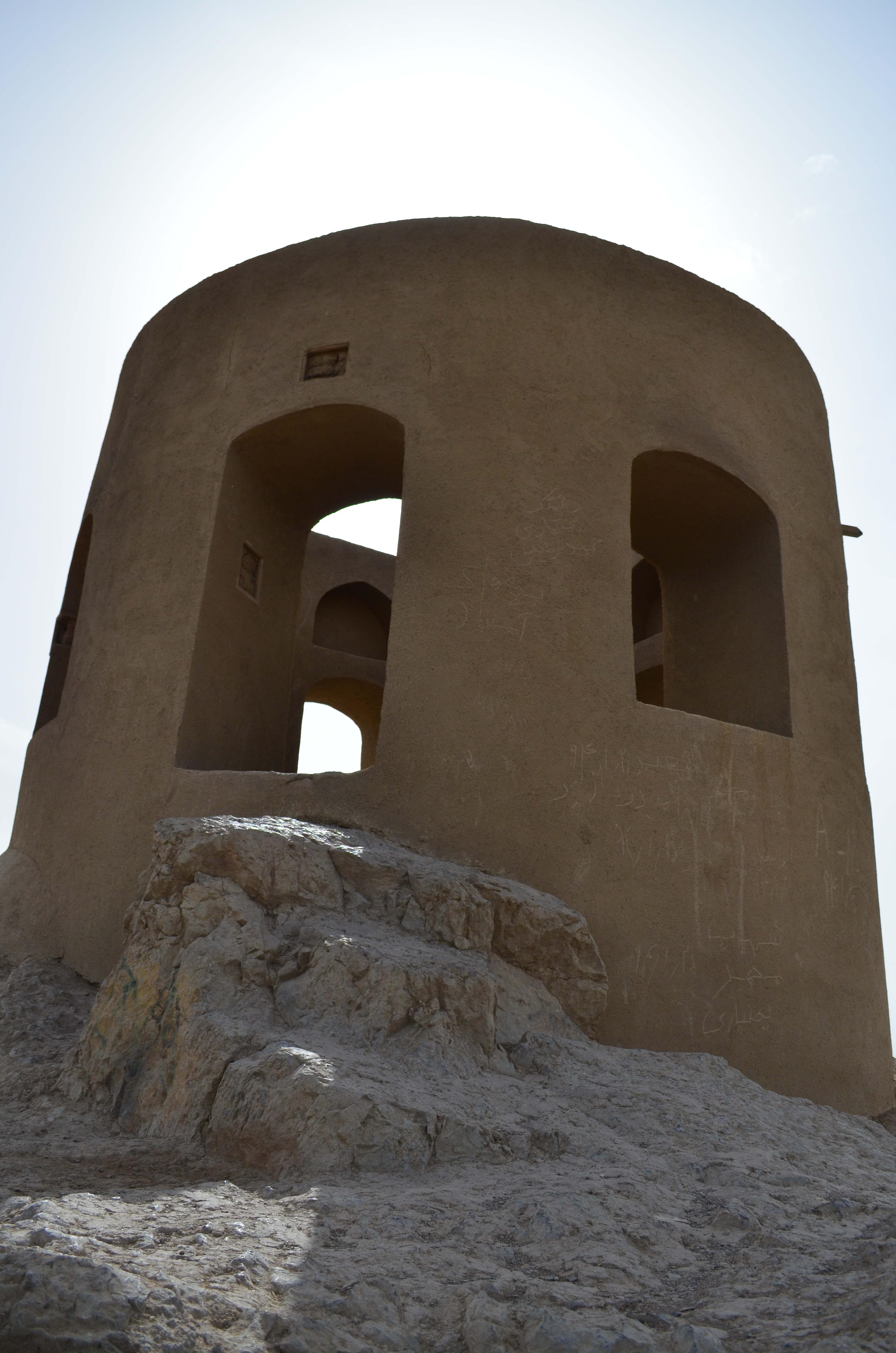
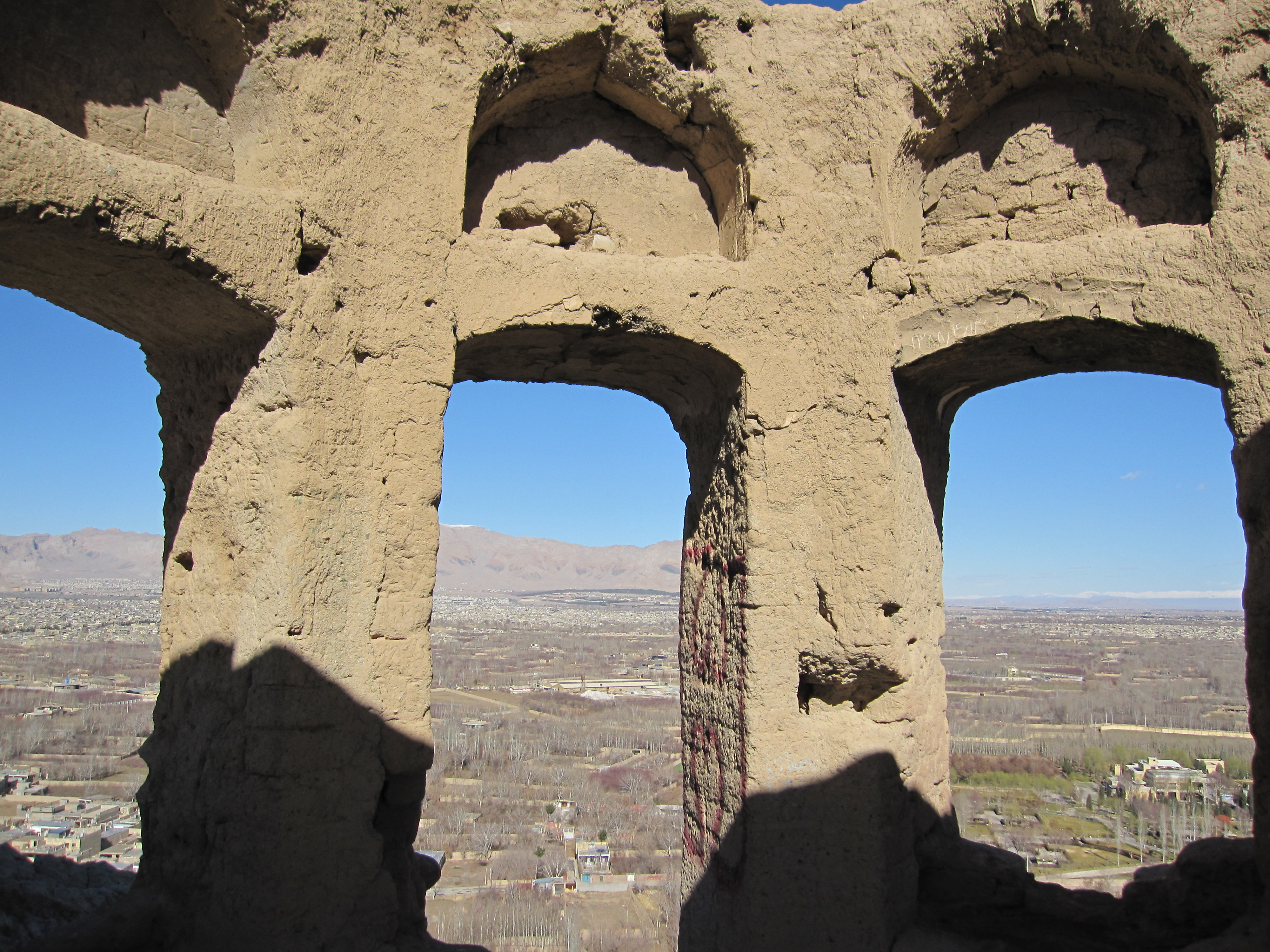
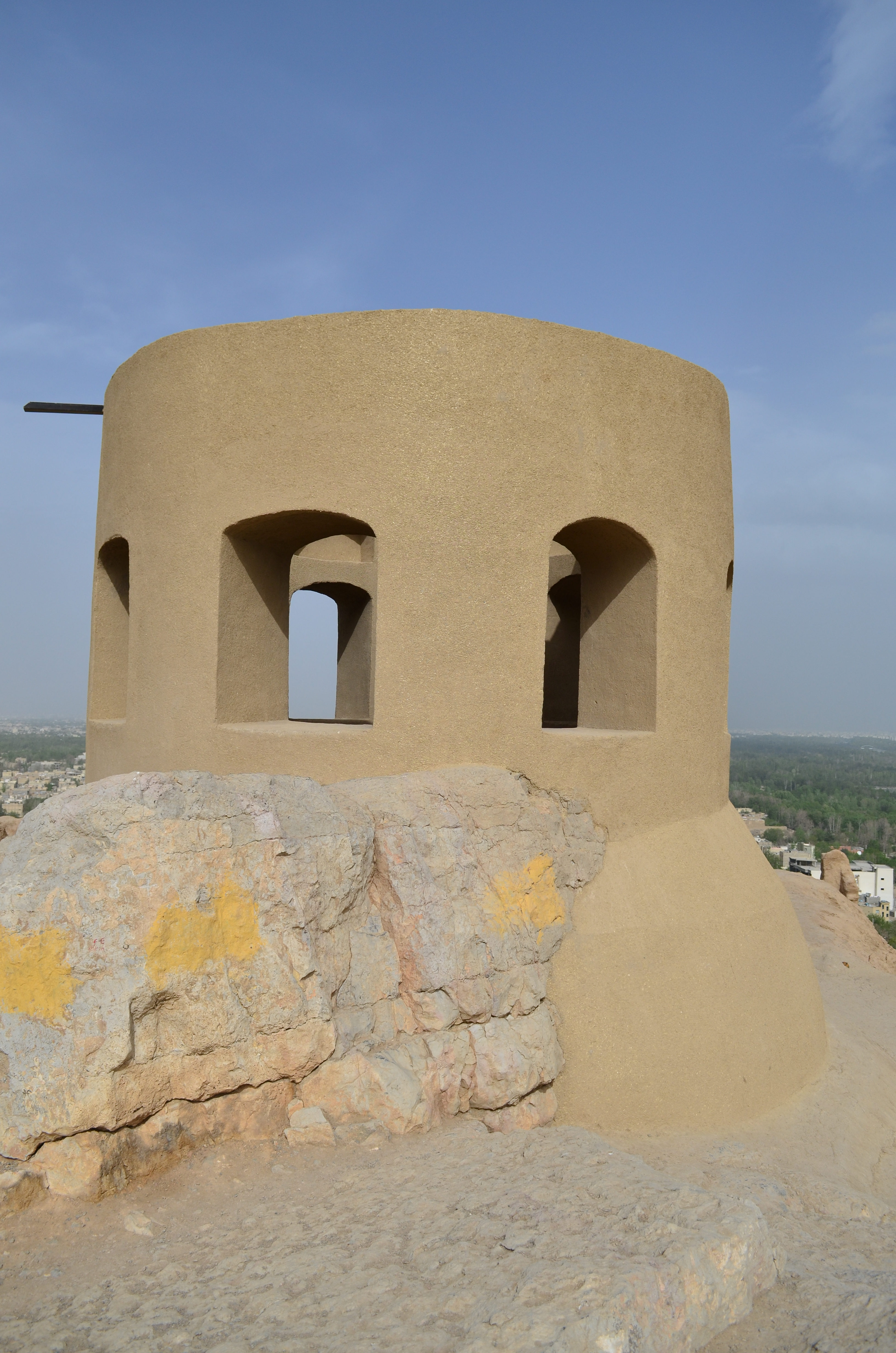
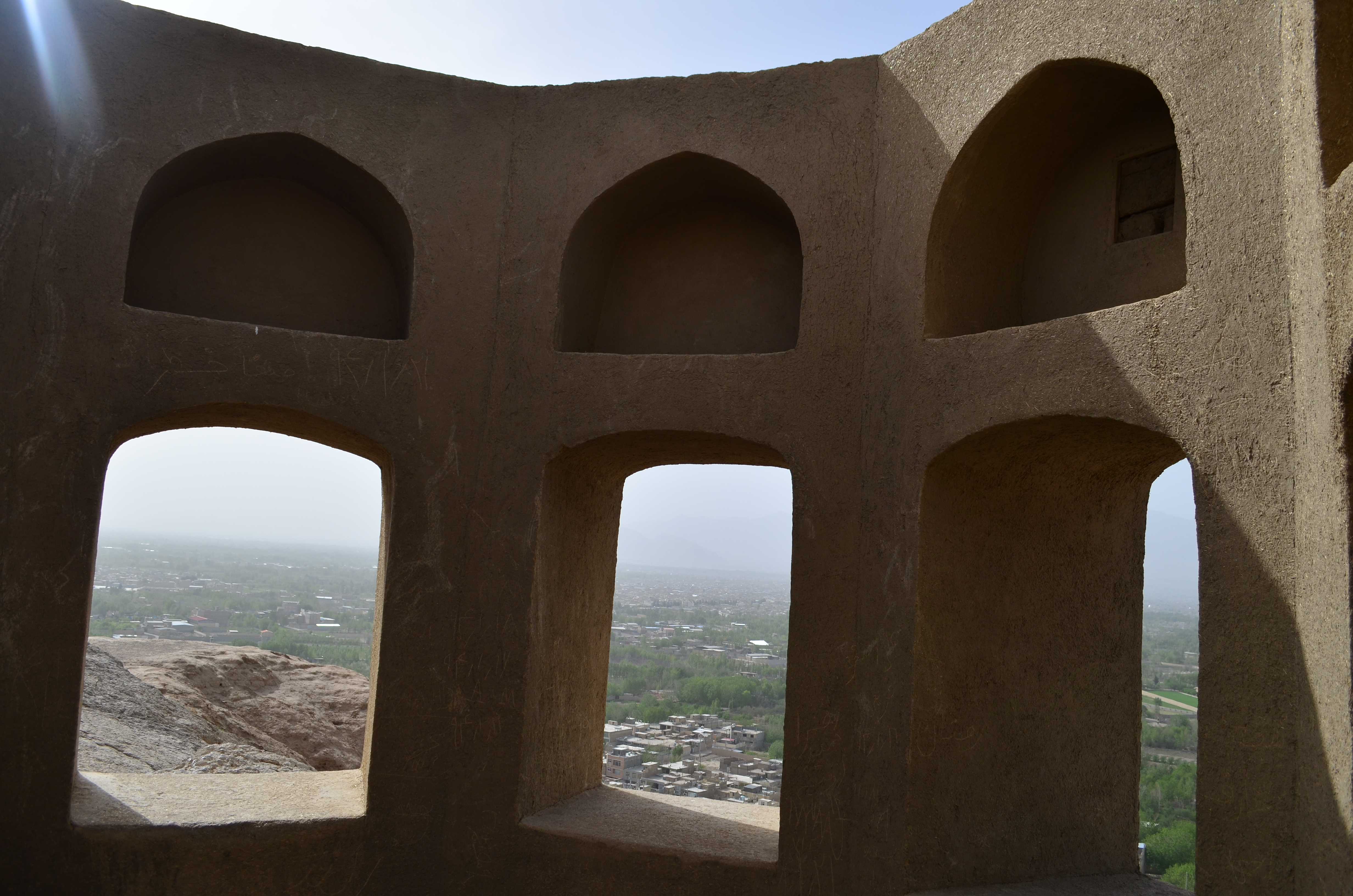
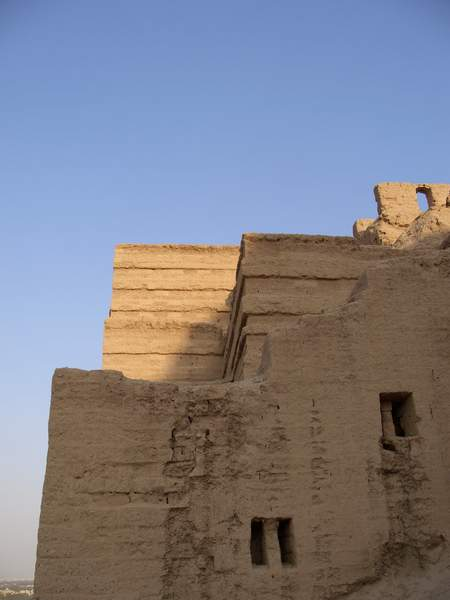